# New Year's Day (canção de Taylor Swift)
"New Year's Day" é uma canção da cantora estadunidense Taylor Swift, contida em seu sexto álbum de estúdio Reputation (2017). Foi composta e produzida pela própria em conjunto com Jack Antonoff. A sua gravação ocorreu no Rough Customer Studio no Brooklyn, Nova Iorque. A faixa foi enviada para rádios country em 27 de novembro de 2017, através da Big Machine Records, servindo como single do disco.

## Faixas e formatos
| Download digital |                  |         |  |
| N.º              | Título           | Duração |  |
| 1.               | "New Year's Day" | 3:55    |  |

## Desempenho nas tabelas musicais

### Posições
| Tabela musical (2017)              | Melhor posição |
| ---------------------------------- | -------------- |
| Estados Unidos (Hot Digital Songs) | 44             |
| Estados Unidos (Country Airplay)   | 41             |
| Estados Unidos (Hot Country Songs) | 33             |

## Créditos
Todo o processo de elaboração de "New Year's Day" atribui os seguintes créditos:
Gravação e publicação
- Gravada no Rough Customer Studio (Brooklyn, Nova Iorque)
- Engenharia feita no Rough Customer Studio (Brooklyn, Nova Iorque)
- Mixada nos MixStar Studios (Virginia Beach, Virgínia)
- Masterizada nos Sterling Sound Studios (Nova Iorque)
- Publicada pelas empresas Sony/ATV Tree Publishing/Taylor Swift Music (BMI), Sony/ATV Songs, LLC e Ducky Donath Music (BMI)

Produção